# Andrés Juan
Andrés Juan Hernández (Bogotá, 10 de noviembre de 1976) es actor de cine y televisión y cantante colombiano.

## Filmografía

### Televisión
| Año       | Título                     | Personaje                |
| --------- | -------------------------- | ------------------------ |
| 2022      | Ritmo salvaje              | Jacobo                   |
| 2022      | Juanpis González: La serie |                          |
| 2019      | La gloria de Lucho         | Actuación especial       |
| 2010-2013 | A mano limpia              | Juan Antonio Berger      |
| 2008-2009 | Sin retorno                | Daniel                   |
| 2008      | La dama de Troya           | Sebastián de la Torre    |
| 2007-2008 | Pura sangre                | Camilo Lagos             |
| 2007      | Mujeres asesinas           | Juan Antonio             |
| 2003-2004 | Un ángel llamado Azul      | Azul / Rafaél Huérfano   |
| 2001      | Solterita y a la orden     |                          |
| 2000-2001 | Francisco el matemático    | Antonio 'Chacho' Mendoza |
| 1997      | Yo amo a Paquita Gallego   | Andrés Hidalgo           |
| 1997      | Dos mujeres                |                          |
| 1995      | Hombres de honor           | Soldado Ricardo González |

## Premios y nominaciones

### Premios TVyNovelas
| Año  | Categoría                               | Telenovela o Serie       | Resultado |
| ---- | --------------------------------------- | ------------------------ | --------- |
| 2011 | Mejor actor Antagónico de Telenovela    | A mano limpia            | Nominado  |
| 2008 | Personaje masculino que se roba el show | Pura sangre              | Nominado  |
| 1999 | Mejor Actor Protagónico de Telenovela   | Yo amo a Paquita Gallego | Nominado  |
| 1998 | Mejor actor revelación                  | Dos mujeres              | Nominado  |

### Premios India Catalina
| Año  | Categoría                                    | Telenovela o Serie | Resultado |
| ---- | -------------------------------------------- | ------------------ | --------- |
| 2011 | Mejor actor antagónico de telenovela o serie | A mano limpia      | Nominado  |